# Chandmanĭ (distrikt i Mongoliet, Chovd)
Chandmanĭ (mongoliska: Чандмань Сум, Чандмань) är ett distrikt i Mongoliet.   Det ligger i provinsen Chovd, i den västra delen av landet, 1 100 km väster om huvudstaden Ulaanbaatar.